# 卡拉露
卡拉露（卑南語：Kalalu），是台灣卑南族知本部落傳說中的一名女子，因為身體的部分跟族人不同而被視為有所缺陷，最後跟外地來的人結婚。

## 簡述
卡拉露射馬干部落始祖杜姑和知本部落大頭目西哈西浩共同的後代，她的父親是杜姑的兒子加利馬昭、母親則是西哈西浩的孫女拉若（Ranao）。她本身是家裡的獨女，天生就長得很漂亮，但由於她的臉上有著跟其他族人不一樣的單眼皮，因此被視為缺陷的人、從來沒有人上門提親過，還有人叫她「法伊斯的後代」（Vais，石生神話中的畸形祖先），父母雖然很疼愛她，但也不希望她出去被人欺負，因此很長一段時間把她安置在家裡不讓她出門；另有說法認為她是天生盲人，眼睛睜不開，而會這樣的原因族是來自於她的父親加利馬昭殺死了自己的舅子畢少（Pisao）的緣故，她還因為這樣而在出生時被族人考慮直接殺掉，但因為其父母的反對而繼續被扶養長大。

## 結婚
直到某一天，一位來自某個西方部落的青年：龐德（Pangted），打獵途中無意間來到了卡砦卡蘭部落（Kazekalan，知本部落前身，位於現在知本部落後方山上），並且見到卡拉露，忍不住為她傾心不已，並且在回到家後立刻請人去部落提親，由於龐德是祭司長的兒子，卻向部落裡被冷落的女性結婚，讓族人都很驚訝。但卡拉露的父母既捨不得、也擔心她到外族時一樣會被欺負；而卡拉露也不願和父母分離，因此表示只接受入贅，但龐德仍然願意放棄自己在原本部落裡的地位入贅到部落裡來，並且在部落裡建立了新的氏族：Tarulivak，由於當時祭司是相當珍貴的人才，因此部落的人也樂見這門婚事。在和卡拉露結婚後，龐德便開始在部落裡進行祭司的工作。

## 後代
卡拉露後來和龐德生下了一個兒子：應非勒（Invil），應非勒雖然繼承了父親的祭司職位，但因為其遊手好閒，不務正事，使得族人相當厭惡他，後世的族人將卡拉露視為達魯利巴克（Tarolivak）家族的開創者。